# Hundegesetz Sachsen-Anhalt
Das Gesetz zur Vorsorge gegen die von Hunden ausgehenden Gefahren (Hundegesetz – HundeG LSA) ist ein deutsches Hundegesetz, das die Gefahren, die mit dem Halten und dem Führen von Hunden verbunden sind, abwehren und ihnen vorsorgend entgegenwirken soll. Das HundeG LSA wurde vom Landtag von Sachsen-Anhalt am 23. Januar 2009 beschlossen und ist seitdem dreimal geändert worden. Ergänzend gilt die Verordnung zur Durchführung des Hundegesetzes (HundeVO LSA) vom 27. Februar 2009 (GVBl. LSA, S. 133), zuletzt geändert durch Verordnung vom 16. April 2020 (GVBl. LSA, S. 204).

## Inhalt

### Regelungen für alle Hundehalter
§ 2 Abs. 2 HundeG LSA sieht vor, dass ein Hund, der älter als sechs Monate ist, nach Maßgabe des § 4 HundeVO LSA durch einen Transponder mit einer unveränderlichen Kennnummer zu kennzeichnen ist. In § 2 Abs. 3 HundeG LSA ist zudem der Abschluss einer Haftpflichtversicherung vorgeschrieben. Nach § 15 Abs. 3 HundeG LSA hat der Halter zudem eine Mitteilungspflicht über einige Daten an das beim Landesverwaltungsamt geführte Hunderegister (§ 11 HundeVO LSA). Ferner können die örtlichen Ordnungsbehörden nach § 14 Abs. 2 HundeG LSA in Verbindung mit § 94 des Gesetzes über die öffentliche Sicherheit und Ordnung des Landes Sachsen-Anhalt weitere Verordnungen zur Abwehr von Hunden ausgehender Gefahren erlassen.

### Regelungen für gefährliche Hunde
Die §§ 3 - 12 HundeG LSA treffen besondere Bestimmungen für sog. gefährliche Hunde.
Dabei wird die Gefährlichkeit eines Hundes, dessen Rasse in § 2 Abs. 1 Satz 1 des Hundeverbringungs- und -einfuhrbeschränkungsgesetzes genannt ist, unwiderleglich vermutet (§ 3 Abs. 2 Satz 1 HundeG LSA). Es handelt sich dabei um Hunde der Rassen Pitbull-Terrier, American-Staffordshire-Terrier, Staffordshire-Bullterrier und Bullterrier. Gemäß § 3 Abs. 2 Sätze 2 und 3 HundeG LSA bestimmt sich dabei die Rassezugehörigkeit nach dem äußeren Erscheinungsbild, wie es in § 4a in Verbindung mit Anlage 6 HundeVO LSA beschrieben ist. Diese Hunde dürfen nur gehalten werden, wenn mittels eines Wesenstests durch sachverständige Personen oder Einrichtungen nach § 10 HundeG LSA in Verbindung mit § 8 HundeVO LSA deren Fähigkeit zu sozialverträglichem Verhalten nachgewiesen wird (§ 4 Abs. 1 HundeG LSA).
Darüber hinaus gelten Hunde (auch solche der oben genannten Rassen) im Einzelfall etwa dann als gefährlich, wenn das Tier eine gesteigerte Aggressivität aufweist, Menschen oder andere Hunde gebissen, Menschen wiederholt in gefahrdrohender Weise angesprungen oder andere Tiere unkontrolliert gehetzt oder gerissen hat (§ 3 Abs. 3 Satz 1 HundeG LSA). Die Feststellung der Gefährlichkeit erfolgt gemäß § 4 Abs. 4 Satz 2 HundeG LSA durch einen Verwaltungsakt der zuständigen Behörde.
Das Halten eines im Einzelfall gefährlichen Hundes bedarf nach § 4 Abs. 2 HundeG LSA einer Erlaubnis der zuständigen Behörde; die maßgeblichen Unterlagen sind innerhalb von drei Monaten nach der Feststellung der Gefährlichkeit vorzulegen (§ 5 Abs. 3 HundeG LSA).
Die Erlaubnis ist nach § 6 Abs. 1 HundeG LSA an zahlreiche Voraussetzungen geknüpft. Erforderlich ist insbesondere auch insoweit, dass durch einen Wesenstest der Nachweis, dass der Hund zu sozialverträglichem Verhalten fähig ist, geführt wird Zudem muss der Halter zuverlässig sein, d. h. vor allem keine Straftaten, die zu einer Verurteilung zu einer Geldstrafe von mehr als fünfzig Tagessätzen oder einer Freiheitsstrafe geführt haben, begangen haben (§ 7 HundeG LSA). Zudem muss er nach § 8 HundeG LSA persönlich geeignet, insbesondere geschäftsfähig und nicht alkohol- oder rauschmittelabhängig sein. Schließlich ist die erforderliche Sachkunde zu belegen, d. h. es sind ausreichende Fähigkeiten und Kenntnisse zum gefahrlosen Halten und Führen eines Hundes in einer theoretischen und praktischen Prüfung nachzuweisen (§ 9 HundeG LSA in Verbindung mit §§ 5 - 7 HundeVO LSA).